# أندي غريفيثز
أندي غريفيثز (بالإنجليزية: Andy Griffiths)‏ هو كاتب للأطفال وكاتب أسترالي، ولد في 3 سبتمبر 1961 في ملبورن في أستراليا.

## وصلات خارجية
- الموقع الرسمي
- أندي غريفيثز على موقع IMDb (الإنجليزية)
- أندي غريفيثز على موقع ميوزك برينز (الإنجليزية)
- أندي غريفيثز على موقع إن إن دي بي (الإنجليزية)